# دانا موری
دانا لی موری (به انگلیسی: Dana Leigh Murray) تهیه‌کننده فیلم و پویانمای آمریکایی است که بیشتر به خاطر تهیه‌کنندگی روح فیلم محصول ۲۰۲۰ پیکسار شناخته شده است که برای آن در کنار کارگردان و تهیه‌کننده مشترک این فیلم، پیت داکتر، برنده جایزه اسکار بهترین فیلم پویانمایی در نود و سومین دوره جوایز اسکار شده است.

## فیلم‌شناسی
- ۲۰۲۰: روح (تهیه‌کننده)[۱]
- ۲۰۱۹: بشکن و بگیر (فیلم کوتاه) (تهیه‌کننده اجرایی)
- ۲۰۱۷: لو (فیلم کوتاه) (تهیه‌کننده)
- ۲۰۱۵: درون و بیرون (مدیر تولید)
- ۲۰۱۲: دلیر (مدیر هنری)
- ۲۰۱۰: کیلو (فیلم کوتاه) (مدیر تولید)
- ۲۰۰۹: بالا (مدیر چیدمان)
- ۲۰۰۷: راتاتویی (مدیر نورپردازی)
- ۲۰۰۶: ربایش (فیلم کوتاه) (هماهنگ‌کننده تولید)
- ۲۰۰۵: گروه موسیقی یک‌نفره (فیلم کوتاه) (هماهنگ‌کننده تولید)
- ۲۰۰۵: حمله جک-جک (ویدئو کوتاه) (هماهنگ‌کننده تولید)
- ۲۰۰۳: ساخت نمو (مستند کوتاه ویدئویی) (تشکر ویژه)
- ۲۰۰۳: در جستجوی نمو (هماهنگ‌کننده واحد: دیجیتال نهایی - به عنوان دانا لی موری)

## جوایز و نامزدی‌ها
- نامزد: جایزه اسکار بهترین پویانمایی کوتاه (لو)
- نامزد: جشنواره بین‌المللی فیلم سان فرانسیسکو – جایزه گلدن گیت برای بهترین فیلم خانوادگی (لو)
- نامزد: جنوب از جنوب غربی –  جایزه بزرگ اس‌اکس‌اس‌دبیلیو هیئت داوران برای پویانمایی کوتاه (لو)
- برنده: جایزه گلدن گلوب بهترین فیلم بلند پویانمایی (روح)
- برنده: جایزه انجمن تهیه‌کنندگان آمریکا برای بهترین فیلم پویانمایی (روح)
- برنده: جایزه آنی بهترین فیلم پویانمایی (روح)
- برنده: جایزه اسکار بهترین فیلم پویانمایی (روح)